# Batalion ON „Ostrzeszów”

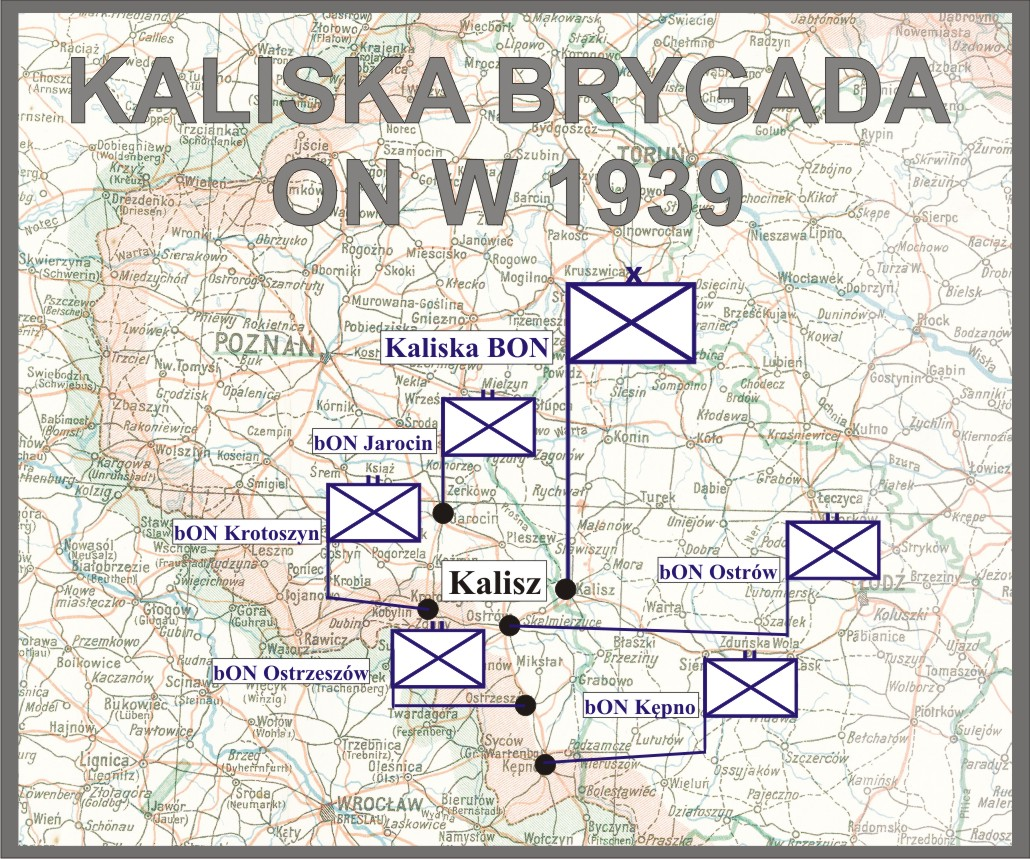
Kaliska ON

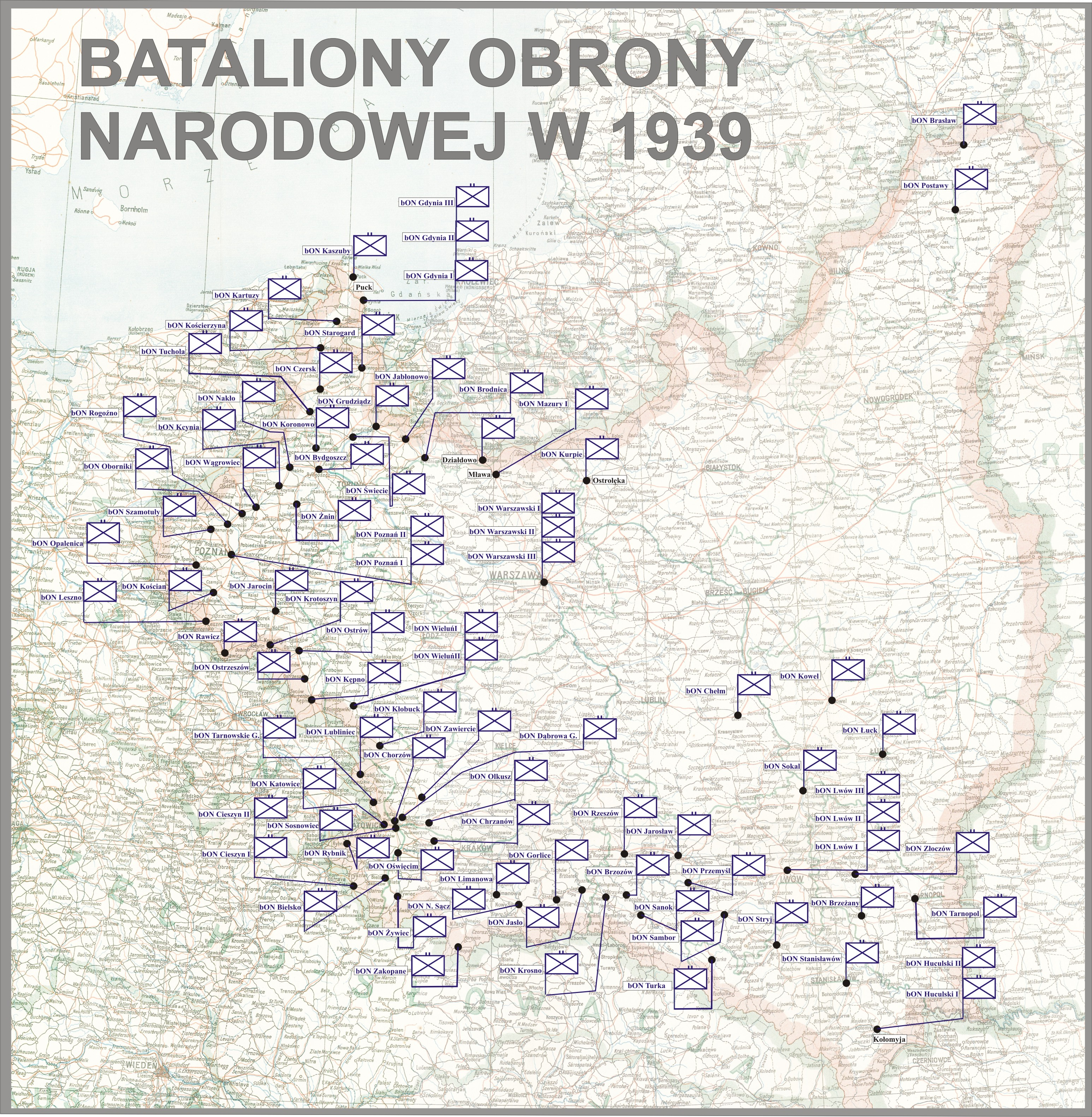
Obrona Narodowa w 1939

Ostrzeszowski Batalion Obrony Narodowej (batalion ON „Ostrzeszów”) – pododdział piechoty Wojska Polskiego II RP.
Batalion został sformowany w maju 1939 roku, w składzie Kaliskiej Brygady ON, według etatu batalionu ON typ IV. Batalion stacjonował na terenie Okręgu Korpusu Nr VII: dowództwo i 1 kompania w Ostrzeszowie, 2 kompania w Doruchowie, a 3 kompania w Mikstacie.
Jednostką administracyjną i mobilizującą dla Ostrzeszowskiego batalionu ON był 60 pułk piechoty wielkopolskiej w Ostrowie Wlkp.
Ponieważ batalion znalazł się w pasie działania Armii „Łódź”, pod względem taktycznym został podporządkowany dowódcy 10 Dywizji Piechoty i w składzie Zgrupowania płk. Jana Zientarskiego walczył w kampanii wrześniowej. Od 30 sierpnia 1939 bezpośrednio podlegał dowódcy Oddziału Wydzielonego „Ostrzeszów” ppłk. dypl. Wincentego Kurka i w jego składzie prowadził walki w pierwszych dniach września 1939 w obronie Ostrzeszowa.

## Organizacja i obsada personalna
Obsada dowódcza
- dowódca batalionu – kpt. Stefan Józef Waydowicz
- adiutant batalionu – por. rez. Cezary Wiza
- dowódca plutonu zwiadu – ppor. rez. Franciszek Weltera
- dowódca 1 kompanii ON „Ostrzeszów” – ppor. rez. Feliks Bock
  - dowódca I plutonu - ppor. rez. Piotr Dobosz
  - dowódca II plutonu - ppor. rez. Stanisław Sarnowski
  - dowódca III plutonu - NN
  - dowódca plutonu ckm - ppor. rez. Józef Kokot
- dowódca 2 kompanii ON „Doruchów” – ppor. Feliks Zabłocki
  - dowódca I plutonu - ppor. rez. Mikołajczyk
  - dowódca II plutonu - ppor. rez. Erwin Gross
  - dowódca III plutonu - ppor. rez. Józef Pieczonka
  - dowódca plutonu ckm - ppor. rez. Antoni Kaj
- dowódcy 3 kompanii ON „Mikstat” – por. Leon Steyer
  - dowódca I plutonu - por. rez. Władysław Jędrychowski
  - dowódca II plutonu - por. rez. Piotr Perski
  - dowódca III plutonu - por. rez. Jan Morajko
  - dowódca plutonu ckm - por. rez. Leon Stasierski